# جلطة معوية
الجلطة المعوية أو الإقفار المساريقي (بالإنجليزية: Mesenteric ischemia)‏ هو حالة طبية تحدث فيها إصابة للأمعاء الدقيقة بسبب عدم كفاية إمدادات الدم، وقد تحدث فجأة وتُعرف باسم الإقفار المساريقي الحاد، أو تدريجيا وتُعرف باسم الإقفار المساريقي المزمن. وغالبًا ما يظهر المرض الحاد بألم شديد مفاجئ، وقد تظهر الأعراض ببطء شديد لدى المصابين بأمراض مزمنة. وتشمل علامات وأعراض المرض المزمن: الألم البطني بعد تناول الطعام، وفقدان الوزن غير المتعمد، والتقيؤ، والخوف من تناول الطعام.
تشمل عوامل الخطر الرجفان الأذيني، وفشل القلب، والفشل الكلوي المزمن، واحتشاء عضلة القلب السابق، وكون المريض عرضة لتشكيل جلطات الدم. وهناك أربع آليات يتم بواسطتها حدوث تدفق دمّ ضعيف هي: تجلط دموي من مكان آخر يصل للشريان ويسده، وتشكل جلطة دموية جديدة في الشريان، وتشكل جلطة دموية في الوريد المساريقي العلوي، والتدفق الغير كافي للدم بسبب انخفاض ضغط الدم أو تضيق الشرايين، كما أن المرض المزمن هو أحد عوامل الخطر للمرض الحاد. وأفضل طريقة للتشخيص هي تصوير الأوعية، مع استخدام التصوير المقطعي المحوسب عندما لا يكون تصوير الأوعية متاحًا.
قد يشمل علاج الجلطة المعوية الحادة الدعامات أو الأدوية لتكسير الجلطة التي يتم توفيرها في موقع العرقلة عن طريق الأشعة التداخلية، ويمكن أيضًا استخدام الجراحة المفتوحة لإزالة أو تجاوز العائق، وقد يكون إزالة أي أمعاء قد تكون ماتت مطلوبا، وإذا لم يتم التعامل مع الحالة بسرعة فغالبا ما تكون النتائج ضعيفة. ويصل خطر الوفاة بين المصابين حتى مع العلاج إلى 70٪ إلى 90٪. وفي أولئك الذين يعانون من أمراض مزمنة فإن جراحة تحويل المسار هي العلاج الأمثل. ويمكن علاج أولئك الذين لديهم تخثر في الوريد بمضادات تخثر الدم، مثل الهيبارين والوارفارين، مع اللجوء للجراحة إذا لم تتحسن الحالة.
تصيب الجلطة المعوية الحادة حوالي خمسة من كل مائة ألف شخص سنويا في العالم المتقدم، بينما تصيب الجلطة المعوية المزمنة واحد من كل مائة ألف شخص. وأكثر المرضي في سن أكبر من 60 سنة. والمعدلات متساوية في الذكور والإناث من نفس العمر. وتم وصف نقصه لأول مرة في عام 1895.

## الأسباب
في غالب الأحيان يكون السبب هو صمة وريدية تنتقل عن طريق الدم حتى تصل الشريان المعوي وتقوم بسده، أو يكون السبب هو جلطة تتكون في الشريان نفسه، وعوامل الخطورة للجلطة المعوية هي مرض تصلب الشرايين، أو الرجفان الأذيني، أو عملية جراحية في البطن، مثل عملية أم الدم.

## الأعراض والعلامات
تمر الأعراض بثلاث مراحل:
- المرحلة الأولى: مرحلة النشاط المفرط، حيث تكون الأعراض الأولية ألم شديد في البطن، ومرور براز دموي. ويتحسن العديد من المرضى ولا يتقدمون بعد هذه المرحلة.
- المرحلة الثانية: يمكن أن تتبع مرحلة الشلل المرحلة الأولى إذا استمر نقص التروية. وفي هذه المرحلة، يصبح ألم البطن أكثر انتشارًا، وتصبح البطن أكثر إيلاما عند اللمس، وتقل حركة الأمعاء، مما يؤدي إلى انتفاخ البطن، مع عدم وجود المزيد من البراز الدموي، وغياب أصوات الأمعاء عند الفحص.
- المرحلة الاخيرة: أخيرًا، يمكن أن تتطور مرحلة الصدمة عندما تبدأ السوائل بالتسرب عبر بطانة القولون التالفة، مما قد يؤدي إلى الصدمة، والحماض الأيضي مع الجفاف، وانخفاض ضغط الدم، وتسرع القلب، والارتباك. وغالبا ما تكون حالة المرضى الذين يتقدمون إلى هذه المرحلة خطيرة، ويتطلبون رعاية مكثفة.

### الأعراض السريرية
تتنوع أعراض الإقفار المساريق، ويمكن أن تكون حادة، أو تحت الحادة، أو مزمنة.
ويُظهر تقرير مجاميع من الحالات انتشار النتائج السريرية وتوفير أفضل تقدير متاح، ولكن متحيز، من حساسية النتائج السريرية. ومن الأعراض التي ظهرت في سلسلة من 58 مريضا يعانون من الأقفار المساريقي بسبب أسباب مختلطة:
- كان ألم البطن موجودا في 95% (متوسط مدة 24 ساعة)، وتقدم ثلاثة مرضى آخرين إلى الصدمة والحماض الأيضي.
- غثيان في 44%
- تقيؤ في 35%
- إسهال في 35%
- معدل ضربات القلب > 100 في 33%
- نزف من المستقيم في 16%
- إمساك في 7%

### الاستدلال التشخيصي
في غياب الدراسات الكَميّة الكافية لتوجيه التشخيص، هناك استدلالات مختلفة تساعد في التشخيص:
- يجب أن يشتبه في نقص التروية المساريقي عندما يطور الأفراد، وخاصة أولئك المعرضين لخطر كبير لنقص التروية المساريقي الحاد، آلام البطن الحادة والمستمرة التي لا تتناسب مع نتائج فحص البطن الخاصة بهم.[16]
- فيما يتعلق بالتخثر الشرياني المساريقي أو الانسداد: «الأعراض المبكرة تكون موجودة وهي خفيفة نسبياً في 50٪ من الحالات لمدة ثلاثة إلى أربعة أيام قبل أن يتم طلب العناية الطبية».[17]
- فيما يتعلق بالتخثر الشرياني المساريقي أو الانسداد: «أي مريض يعاني من عدم انتظام ضربات القلب، مثل الرجفان الأذيني، ويشكو من آلام في البطن يشتبه بدرجة عالية في وجود انصمام في الشريان المساريقي العلوي حتى يثبت العكس.»[17]

- فيما يتعلق بنقص التروية المعوية غير الانسدادي: «أي مريض يأخذ مضادات الديجيتال والمدرات، ويشتكي من آلام في البطن يجب اعتبار أنه يعاني من نقص التروية غير الانسدادي حتى يثبت العكس.»[17]

## التشخيص
من الصعب تشخيص الإقفار المساريقي في وقت مبكر، ويجب التفريق بين التهاب القولون الإقفاري، والذي غالبا ما يُشفى من تلقاء نفسه ونقص التروية المساريقي الحاد في الأمعاء الدقيقة الذي يهدد الحياة.

### تحاليل الدم
في سلسلة من 58 مريضا يعانون من الإقفار المساريقي بسبب أسباب مختلطة:
- عدد خلايا الدم البيضاء >10.5 في 98٪ (ربما يكون تقديرًا زائديًا حيث تم اختباره فقط في 81٪ من المرضى)
- ارتفع حمض اللاكتيك بنسبة 91٪ (من المحتمل أن يكون مبالغًا فيه حيث تم اختباره فقط في 57٪ من المرضى)

### خلال التنظير
تم استخدام عدد من الأجهزة لتقييم مدى كفاية وصول الأكسجين إلى القولون، وكانت الأجهزة المبكرة مبنية على قياس التوتر، واستخدم أول جهاز معتمد من قِبَل إدارة الغذاء والدواء الأمريكية (في عام 2004) التحليل الطيفي للضوء المرئي لتحليل مستويات الأكسجين الشعرية، وتم استخدامه خلال إصلاح تمدد الأوعية الدموية الأبهري الذي تم اكتشافه عندما انخفضت مستويات الأكسجين في القولون إلى ما دون المستويات المستدامة، مما يسمح بالإصلاح في الوقت الفعلي. وفي العديد من الدراسات، كانت الخصوصية 83٪ للإقفار المساريقي المزمن و90٪ أو أعلى لنقص تروية القولون الحاد، مع حساسية من 71٪-92٪، ويجب وضع هذا الجهاز باستخدام التنظير.

### الأشعة السينية
عادة ما تكون الأشعة السينية العادية طبيعية أو تُظهِر نتائج غير محددة.

### التصوير المقطعي المحوسب
غالبا ما يُستخدم التصوير المقطعي، وتعتمد دقة التصوير المقطعي على مكان وجود انسداد الأمعاء الدقيقة.

#### في وجود انسداد في الأمعاء الدقيقة
- معدل انتشار الإقفار المساريقي 23٪
- الحساسية 64٪
- الخصوصية 92٪
- القيمة التنبؤية الإيجابية (عند انتشار 23٪) 79٪
- القيمة التنبؤية السلبية (عند انتشار 23٪) 95٪

#### في عدم وجود انسداد في الأمعاء الدقيقة
- معدل انتشار الإقفار المساريقي 62٪
- حساسية 83٪
- خصوصية 93٪
- القيمة التنبؤية الإيجابية (عند انتشار 62٪) 93٪
- القيمة التنبؤية السلبية (عند انتشار 62٪) 61٪

وتشمل النتائج على الأشعة المقطعية:
- وذمة مساريقية[23]
- توسع الأمعاء[23]
- سماكة جدار الأمعاء[23]
- الغاز الداخلي[23]

### تصوير الأوعية
بما أن سبب نقص التروية يمكن أن يكون بسبب انسداد أو تجلط في الأوعية المساريقية أو قد يكون نقص الروية غير انسدادي، فإن أفضل طريقة للتمييز بين المسببات هي من خلال استخدام تصوير الأوعية المساريقي. وعلى الرغم من أنه ينطوي على مخاطر كبيرة، يوفر تصوير الأوعية إمكانية ضخ مباشر لموسعات الأوعية في وضع نقص التروية غير الانسدادي.

## المعالجة
يعتمد علاج الإقفار المساريقي على السبب، ويمكن أن يكون العلاج دوائيا أو جراحيا. ومع ذلك، إذا حدث نخر الأمعاء، فإن العلاج الوحيد هو الإزالة الجراحية للأجزاء الميتة من الأمعاء.
في حالة الإقفار المساريقي غير الانسدادي، حيث لا يوجد انسداد في الشرايين التي تغذي الأمعاء، يكون العلاج دوائيا وليس جراحيا. ويتم إدخال الناس إلى المستشفى للإنعاش بالسوائل عن طريق الوريد، مع مراقبة دقيقة من الاختبارات المعملية، ووظيفة القلب والأوعية الدموية. ويمكن استخدام أنبوب أنفي معدي لإزالة الضغط والهيبارين للحد من إجهاد الأمعاء وتحسين التروية على التوالي.
وتبقى إعادة التوعية الجراحية العلاج الأمثل للإقفار المساريقي المتعلق بانسداد الأوعية التي تغذي الأمعاء، ولكن العلاج الدوائي باستخدام مذيبات التخثر والتقنيات الإشعاعية التداخلية الوعائية لها دور متزايد.
إذا تقدم نقص التروية إلى درجة أن الأجزاء المعوية المتأثرة تكون غنغرينية، يتم استئصال تلك الأجزاء. وفي كثير من الأحيان، يتم إزالة الأجزاء الميتة الواضحة في العملية الأولى، وتخطيط إجراء عملية بحث ثانوية لتقييم المقاطع التي تكون حدًا فاصلاً والتي يمكن الحفاظ عليها بعد إعادة التوعي.

## توقع سير المرض
يعتمد توقع سير المرض على التشخيص الفوري (أقل من 12-24 ساعة وقبل حدوث الغرغرينا) والسبب الأساسي:
- تخثر وريدي: نسبة الوفيات 32٪
- انسداد الشرايين: نسبة وفيات 54٪
- تجلط الدم الشرياني: نسبة الوفيات 77٪
- نقص التروية غير الانسدادي: نسبة الوفيات 73٪.

وفي حالة التشخيص والعلاج الفوري، يمكن أن يكون نقص التروية المساريقي الحاد قابل للعكس.

## التاريخ
تم وصف الإقفار المساريقي الحاد لأول مرة في عام 1895، بينما تم وصف المرض المزمن لأول مرة في أربعينيات القرن العشرين، وكان المرض المزمن يُعرف في البداية باسم الذبحة البطنية.